# Municipio de Almena
El municipio de Almena (en inglés: Almena Township) es un municipio ubicado en el condado de Van Buren en el estado estadounidense de Míchigan. En el año 2010 tenía una población de 4992 habitantes y una densidad poblacional de 55,26 personas por km².

## Geografía
El municipio de Almena se encuentra ubicado en las coordenadas 42°17′11″N 85°49′6″O / 42.28639, -85.81833. Según la Oficina del Censo de los Estados Unidos, el municipio tiene una superficie total de 90.33 km², de la cual 89.12 km² corresponden a tierra firme y (1.34%) 1.21 km² es agua.

## Demografía
Según el censo de 2010, había 4992 personas residiendo en el municipio de Almena. La densidad de población era de 55,26 hab./km². De los 4992 habitantes, el municipio de Almena estaba compuesto por el 94.31% blancos, el 1.22% eran afroamericanos, el 0.5% eran amerindios, el 0.94% eran asiáticos, el 0.08% eran isleños del Pacífico, el 0.92% eran de otras razas y el 2.02% pertenecían a dos o más razas. Del total de la población el 2.38% eran hispanos o latinos de cualquier raza.